# Somissou
Somissou de son vrai nom Hermine Akpan, est une artiste chanteuse béninoise, née le 25 novembre 1987 à Koumassi, en Côte d'Ivoire.

## Biographie

### Enfance, Education et Carrière professionnelle
Somissou est née le 25 Septembre 1987 à Koumassi, Abidjan en Côte d'Ivoire. Elle est issue d'un père informaticien de profession et d'une mère aide-soignante. Auteure-compositrice et interprète, Somissou commence la musique au Ceg Houeyiho, où elle obtient son baccalauréat. Somissou détient également une licence en Langues et civilisations britanniques.
Elle collabore avec plusieurs Orchestres, notamment l'Orchestre Eco Sound en 2008, l’Orchestre Ambo entre 2012 et 2017, puis l'Orchestre Poly-Rythmo. Ces différentes collaborations lui ont permis de rencontrer les légendes comme Mapoko, Danialou Sagbohan, Lionel Louèkè. On la retrouve également accompagner Don Métok et Nel Oliver dans leurs œuvres. En 2015, elle sera lauréate du concours national MTN Stars. Pour le même concours en 2016, elle termine parmi les six finalistes. Elle sort un single intitulé Akouè. À partir de 2019, elle devient la présidente de l'association culturelle Super Hangbé,,,,,.
En 2023, elle participe aux show case des Rencontres Musicales Africaines - REMA. 

## Discographie
- 2021: Yao Mi

### Singles
- 2015: Akouè
- 2021: Yao mi